# Trichosia subdentata
Trichosia subdentata är en tvåvingeart som beskrevs av Werner Mohrig och Menzel 1992. Trichosia subdentata ingår i släktet Trichosia och familjen sorgmyggor. Inga underarter finns listade i Catalogue of Life.